# Băneasa (Constanța)
Băneasa (pronunciació en romanès: [bəˈne̯a.sa], nom històric: Parachioi, en turc: Paraköy) és una comuna al comtat de Constanța, al nord de la Dobruja (Romania). Va ocupar el rang de ciutat entre el 10 d'abril de 2004 i el 17 de gener de 2019, quan va ser reclassificat després d'un referèndum local celebrat l'onze de juny de 2017.

## Administració
A més de Băneasa, els pobles següents també formen part de la comuna:
- Negureni (nom històric: Caranlâc, Turkish)
- Făurei (nom històric: Calaicea, Turkish) - batejat probablement pel nom de Făurei, al comtat de Brăila
- Tudor Vladimirescu (nom històric: Regep Cuius, Turkish) - porta el nom de Tudor Vladimirescu, un revolucionari valac

L’antiga vila de Cărpiniș (nom històric: Ghiuvegea) es va fusionar amb la vila de Băneasa per la reforma administrativa del 1968.
El territori de la comuna també inclou l'antic poble Valea Țapului, situat a 43° 58′ 39″ N, 27° 43′ 35″ E / 43.977622°N,27.726374°E, que es va perdre la seva condició per decret presidencial el 1977.

## Demografia
Segons el cens del 2002, Băneasa tenia 4374 romanesos (81,8%), 963 turcs (18%), 14 gitanos (0,2%) i 2 més. Segons el cens del 2011, Băneasa tenia 3538 romanesos (70,52%), 1145 turcs (22,82%), 332 gitanos (6,61%) i 2 més.